# 大分県道695号久重野荻線
大分県道695号九重野荻線（おおいたけんどう695ごう ここのえのおぎせん）は、大分県竹田市を通る一般県道である。

## 概要
大野川にかかる橋梁には水面からの高さ67.56mのトラス橋 合ヶ瀬大橋があり、約4km下流に白水ダムがある。

### 路線データ
- 起点：大分県竹田市大字九重野（大分県道・熊本県道・宮崎県道8号竹田五ヶ瀬線・宇目小国林道交点）
- 終点：大分県竹田市荻町馬場（馬場交差点、熊本県道・大分県道135号高森竹田線交点、大分県道640号穴井迫荻線終点）

## 路線状況

### 道路施設

#### 橋梁
- 合ヶ瀬大橋
- 岩戸橋

#### トンネル
- 新滝部トンネル：延長105 m、1988年（昭和63年）竣工、竹田市

## 地理

### 通過する自治体
- 竹田市

### 交差する道路
| 交差する道路                                              | 交差する場所 | 交差する場所      |
| --------------------------------------------------------- | ------------ | ----------------- |
| 大分県道・熊本県道・宮崎県道8号竹田五ヶ瀬線 宇目小国林道  | 大字九重野   | 起点              |
| 熊本県道・大分県道135号高森竹田線 大分県道640号穴井迫荻線 | 荻町馬場     | 馬場交差点 / 起点 |

### 沿線
- 白水ダム
- 大野川
- 白水の滝
- 柏原郵便局
- 柏原保育所
- 竹田市立荻小学校
- 竹田市役所 荻総合支所
- 丸福本社